# Janko Lauenberger
Janko Lauenberger (auch „Django“ Lauenberger) (* 1976 in Berlin) ist ein deutscher Musiker (Sinti Swing und Radio Django).

## Leben und Wirken
Lauenberger wuchs als Sohn zweier Sinti im Ost-Berliner Stadtteil Lichtenberg auf. Seit seiner Jugend musiziert er mit Gitarre bei verschiedenen musikalischen Gruppen und Bands. Im Jahr 2008 produzierte der MDR eine Dokumentation über das Leben Janko Lauenbergers unter dem Titel Djangos Lied. Seitdem er 16 Jahre alt ist, spielte er in der Gruppe Sinti Swing Berlin, die sein Vater Hans Lauenberger mit seinen Onkeln Fredi, Wilfried und Alfred Ansin gründete, zunächst Rhythmusgitarre, seit 2000 Sologitarre. Mit dieser Band ist er auch am Album Yiddish Troubadour von Karsten Troyke beteiligt.
Lauenberger ist ein Verwandter von Erna „Unku“ Lauenburger, deren Freundschaft mit einem Jungen Grete Weiskopf als Vorlage für ihren Jugendroman Ede und Unku diente. 2018 erschien beim Gütersloher Verlagshaus sein Buch Ede und Unku – die wahre Geschichte.

## Musikalische Aktivitäten
- Mitglied Sinti-Swing-Berlin
- Mitglied Radio Django (mit Daniel Weltlinger)[2]
- Mitglied Gipsy Gentlemen (mit Pan Marek und Eugen Miller)[3]

## Preise und Auszeichnungen
- Gewinner des Jazz & Blues Awards (Publikumspreis) 2005 mit Sinti-Swing-Berlin

## Publikation
- mit  Juliane von Wedemeyer: Ede und Unku – die wahre Geschichte. Gütersloher Verlagshaus, 2018, ISBN 978-3-579-08694-1.